# Quercus dentata
El roble daimio o roble de Daimyo (Quercus dentata; en coreano: 떡갈나무 ; japonés: カシワ; Chino: 柞栎) es una especie de árbol perteneciente a la familia de las fagáceas. Está clasificada en la sección Mesobalanus, el roble húngaro y sus parientes de Europa y Asia. Tiene los estilos largos; las bellotas maduran en unos 6 meses y tiene el sabor amargo, el interior de bellota tiene  pelo. La sección Mesobalanus está estrechamente relacionada con la sección Quercus y, a veces, está incluida en la misma.

## Distribución

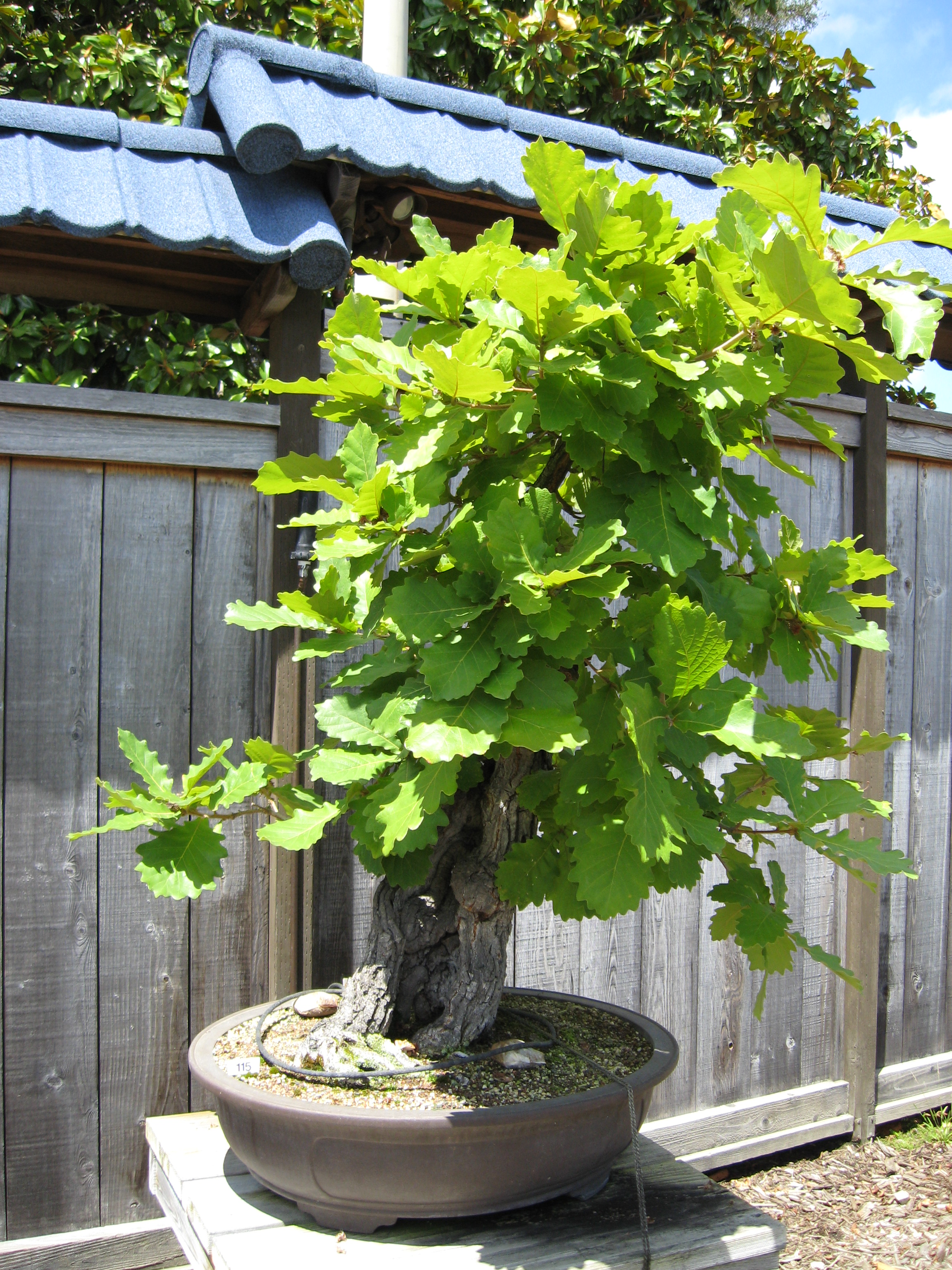
Vista de la planta

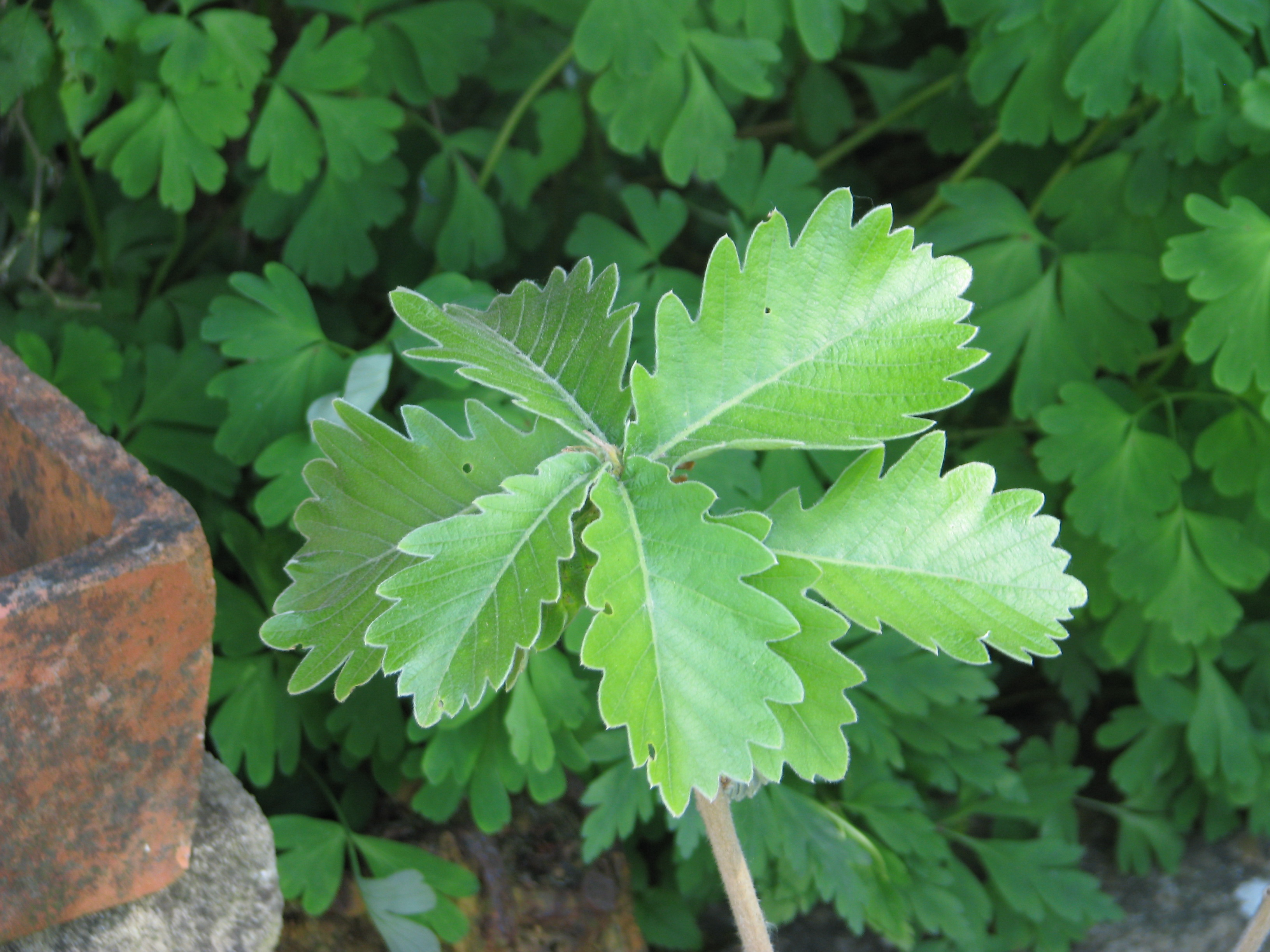
Detalle de las hojas

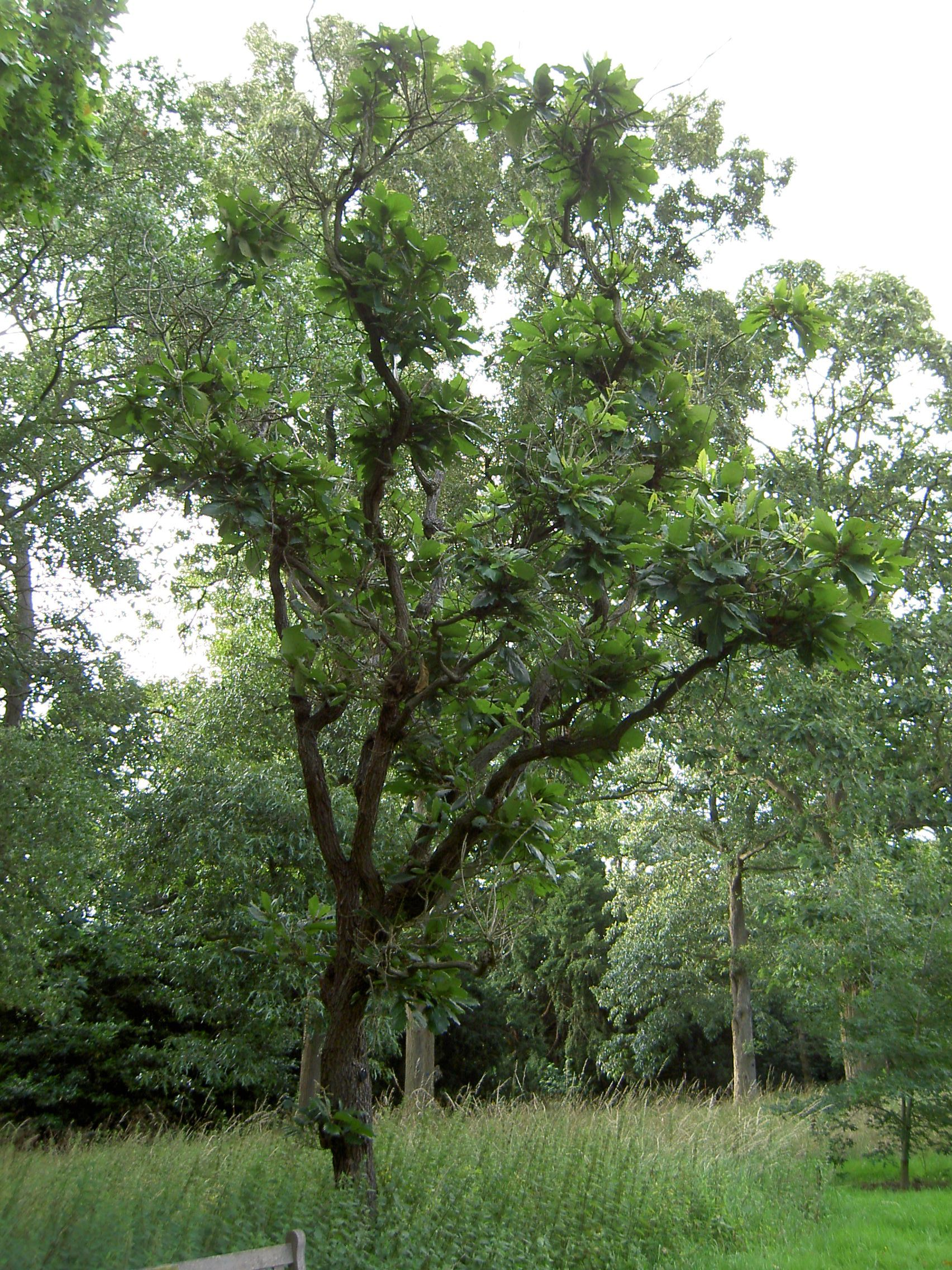
Vista del árbol

Es nativa de Corea, Japón y China. 

## Descripción
Es un árbol de hoja caduca que alcanza los 25 metros de altura con un tronco de 1 metro de diámetro. Su follaje es notable para su tamaño, entre los más grandes de todos los robles, consiste en un peciolo corto, 1-1'5 cm. y hoja de 10-40 cm de largo y 15-30 cm de ancho, con bordes lobulados. Las hojas muertas a menudo son conservadas en el árbol durante el invierno.
Las flores se producen en mayo, creciendo en la extremidad de los nuevos tallos, produce bellotas que maduran en septiembre-octubre.
Fue introducido en Inglaterra en 1830 donde crece en jardines botánicos.

## Taxonomía
Quercus dentata fue descrita por  Carl Peter Thunberg    y publicado en Flora Japonica, . . . 177. 1784.
Etimología
Quercus: nombre genérico del latín que designaba igualmente al roble y a la encina.
dentata: epíteto latín que significa "con dientes".
Variedades
- Quercus dentata subsp. dentata.
- Quercus dentata subsp. stewardii (Rehder) A.Camus (1938).
- Quercus dentata subsp. yunnanensis (Franch.) Menitsky (1973).

Sinonimia
- Quercus dentata subsp. eudentata A.Camus (1938), nom. inval.
- Quercus dentata var. laciniata Makino (1928).
- Quercus dentata var. pinnatiloba Makino (1928).[6][7]